# 糖蒜

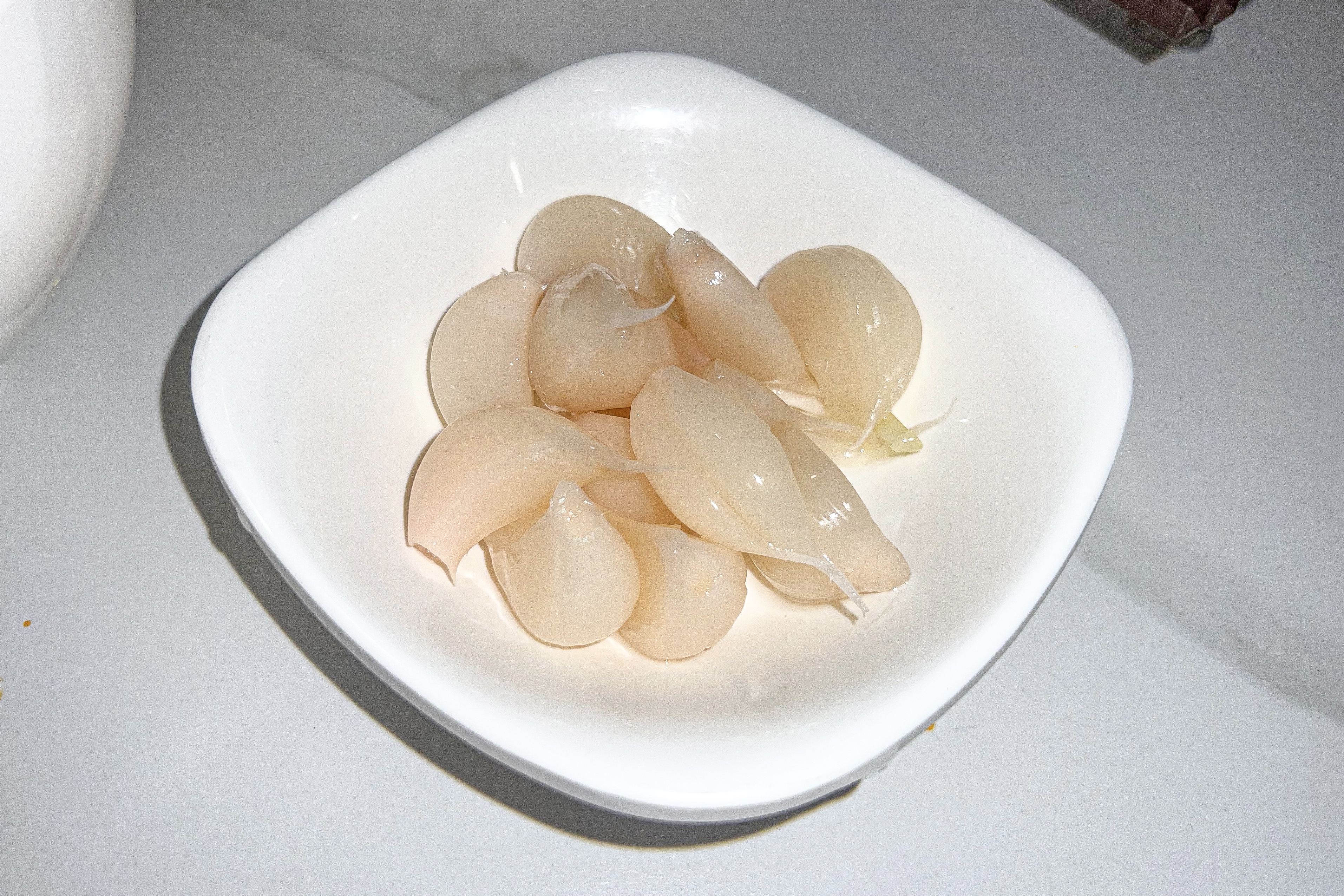
一碟糖蒜瓣

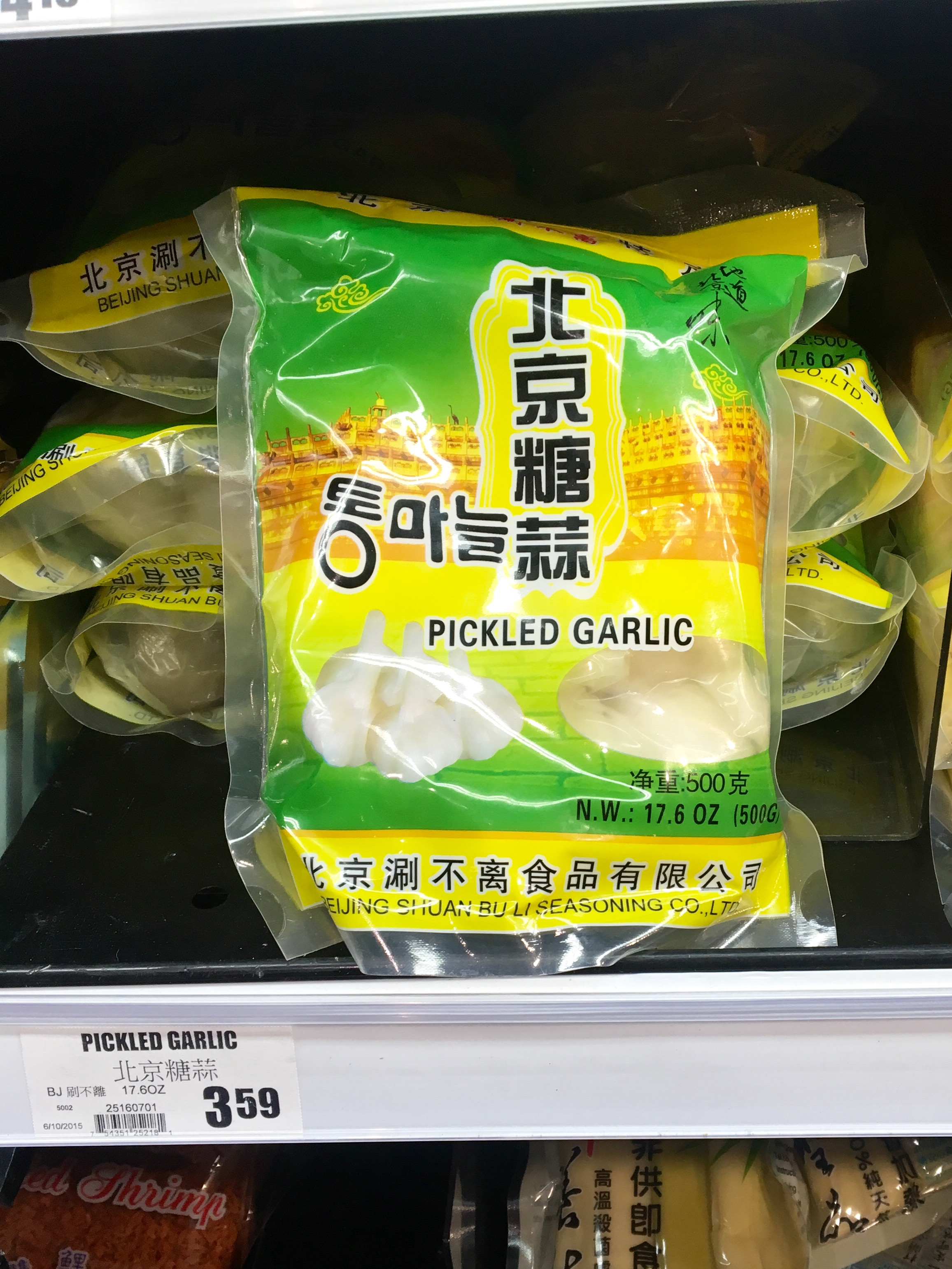
美国一家超市内售卖的袋装糖蒜

糖蒜，亦称糖醋蒜，是一种传统腌渍食品。由蒜制成，颜色为白色，呈半透明状，口感酸甜嫩爽，为酱菜中上品。大蒜本来是辛热的食物，吃多了容易上火，但用白醋和白糖浸泡出来的糖蒜，不仅蒜的辣味减轻，其辛热也得以大大缓和。

## 材料
主料：大蒜（整头）
辅料：糖（白糖为主）、盐、醋（白醋为主）、白酒、水、酱油（可无）

## 食用
直接食用。常佐粥佐酒，尤其吃含脂肪较多的肉类食物时，吃糖蒜不仅可以去除油腻，还能促进人体的消化、吸收。